# Chassalia venosa
Chassalia venosa är en måreväxtart som beskrevs av Louis Hyacinthe Boivin och Cornelis Eliza Bertus Bremekamp. Chassalia venosa ingår i släktet Chassalia och familjen måreväxter. Inga underarter finns listade i Catalogue of Life.